# Церковь Святого Отмара (Мёдлинг)
Церковь Святого Отмара (нем. Pfarrkirche Mödling-St. Othmar) — приходский католический храм в Мёдлинге, относящийся к деканату Мёдлинг викариата Венского Леса архиепархии Вены. Освящен в честь Святого Отмара Галленского. Памятник архитектуры Австрии.

## История
Строительство храма началось 13 мая 1454 при епископе Иоганне Гиндербахе, о чем напоминает надпись над главным входом. Ранее на этом месте уже сменили друг друга шесть церквей. Самая старая известная предшественница была каролингской церковью IX века, так что храмам на этом месте уже более 1100 лет.
Пастором во время начала строительства был Пржемысл III Опавский, живший в Мёдлинге, во дворце Херцоггоф (Heroghof) на сегодняшней улице Herzoggasse. В 1493 году Пржемысл умер. Его надгробие находится у северной стены церкви Святого Отмара.
После 69 лет строительства церковь была завершена в 1523 году. Но уже шесть лет спустя, в 1529 году, она был сожжена во время Османской войны (см. осада Вены). Сохранились, помимо стен и колонн, дарохранительница, голова распятого на большом кресте и вышитое изображение девы Марии.
Восстановление заняло более ста лет. На плане 1610 года храм без крыши все еще отмечен как «старая заброшенная церковь». В 1618 году кардинал Мельхиор Клесл издал указ о сборе пожертвований на восстановление церкви.
Во время второй Османской войны в 1683 году (см. Венская битва) люди, укрывшиеся в церкви, были перебиты, а сама церковь снова повреждена. В этот раз, правда, она была быстро восстановлена под руководством местного чиновника Вольфганга Игнаца Фихтля (Wolfgang Ignaz Viechtl). По профессии Фихтль был мельником, поэтому в память о нем на внешней стороне западной стены на большой высоте закреплены два жернова. На стене его дома на сегодняшней площади Freiheitsplatz висит мемориальная доска. К 1690 году церковь, включая конструкцию крыши и кровлю, была восстановлена. Стропильная система крыши трехэтажная, высотой 18 м, полностью сделана из пихты, и характеризуется экспертами как шедевр плотничества.
В XVIII веке убранство церкви было обновлено в стиле барокко. Построены кафедра с изображением Папы Бенедикта XIII и семь алтарей. Пять из этих алтарей сохранились и сегодня, некоторые с обновленными алтарными картинами. Главный алтарь был подарен Марией Терезией в 1760 году. В 1727 году был построен первый орган. Наконец, что сегодня трудно понять, большинство окон было замуровано.
При бургомистре Йозефе Шёффеле, по случаю получения Мёдлингом городских прав в 1875 году, было учреждено Общество реставрации церкви, которое частично вернуло ей первоначальный готический вид. Большинство витражей датируются этим временем.
Последняя крупная реставрация проводилась в 1982—1983 годах. В результате раскопок были обнаружены упоминавшиеся ранее шесть предыдущих церквей. Литургические идеи Второго Ватиканского собора воплотились в современных произведениях скульптора Хуберта Вильфана.

## Размеры
Размеры церкви на сегодня составляют 54 м в длину, 23 м в ширину и 18 м в высоту (37 м с крышей). В качестве строительного материала использовался тот же известковый песчаник, что и для собора Святого Стефана в Вене.

## Галерея

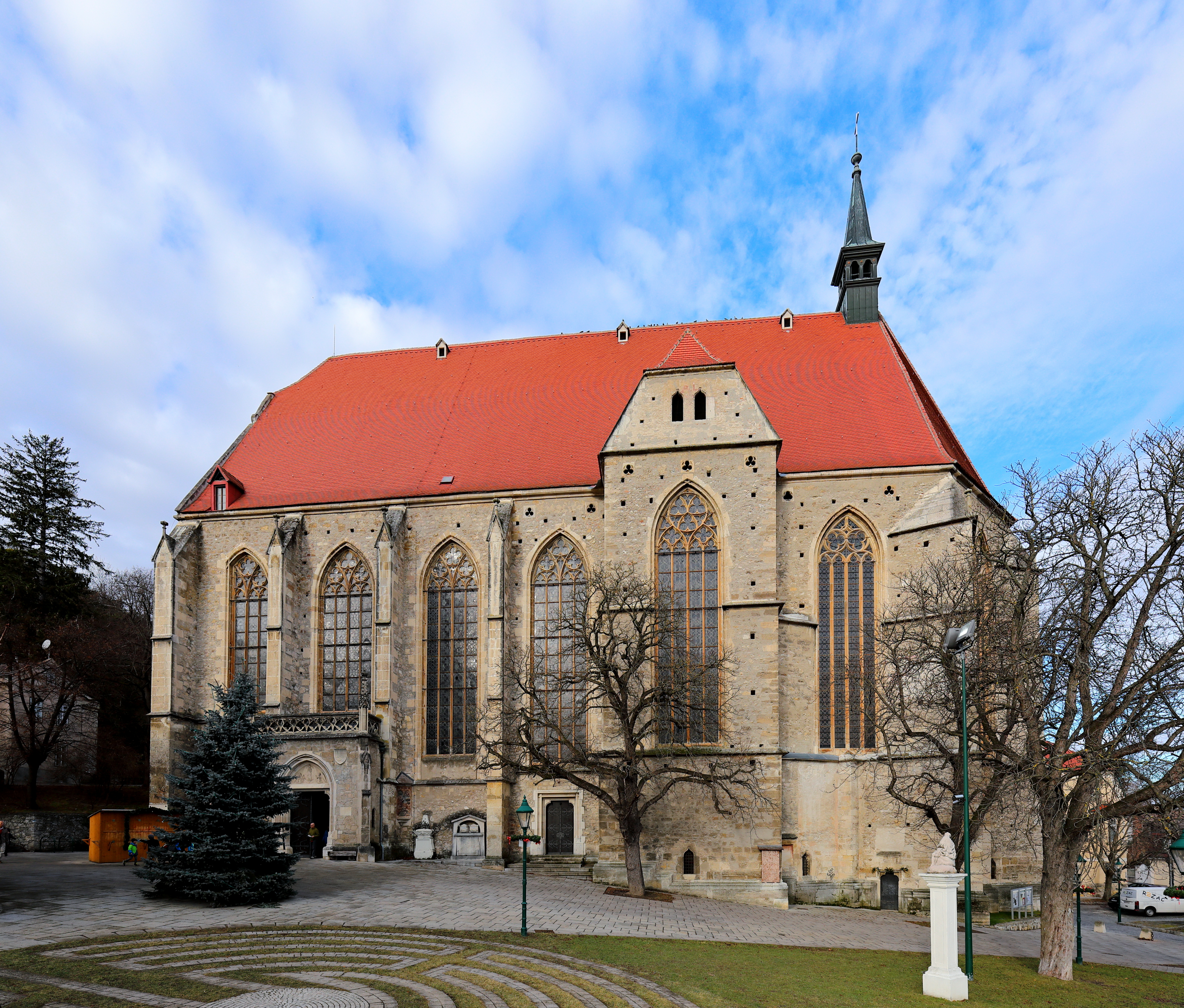
Вид с юга
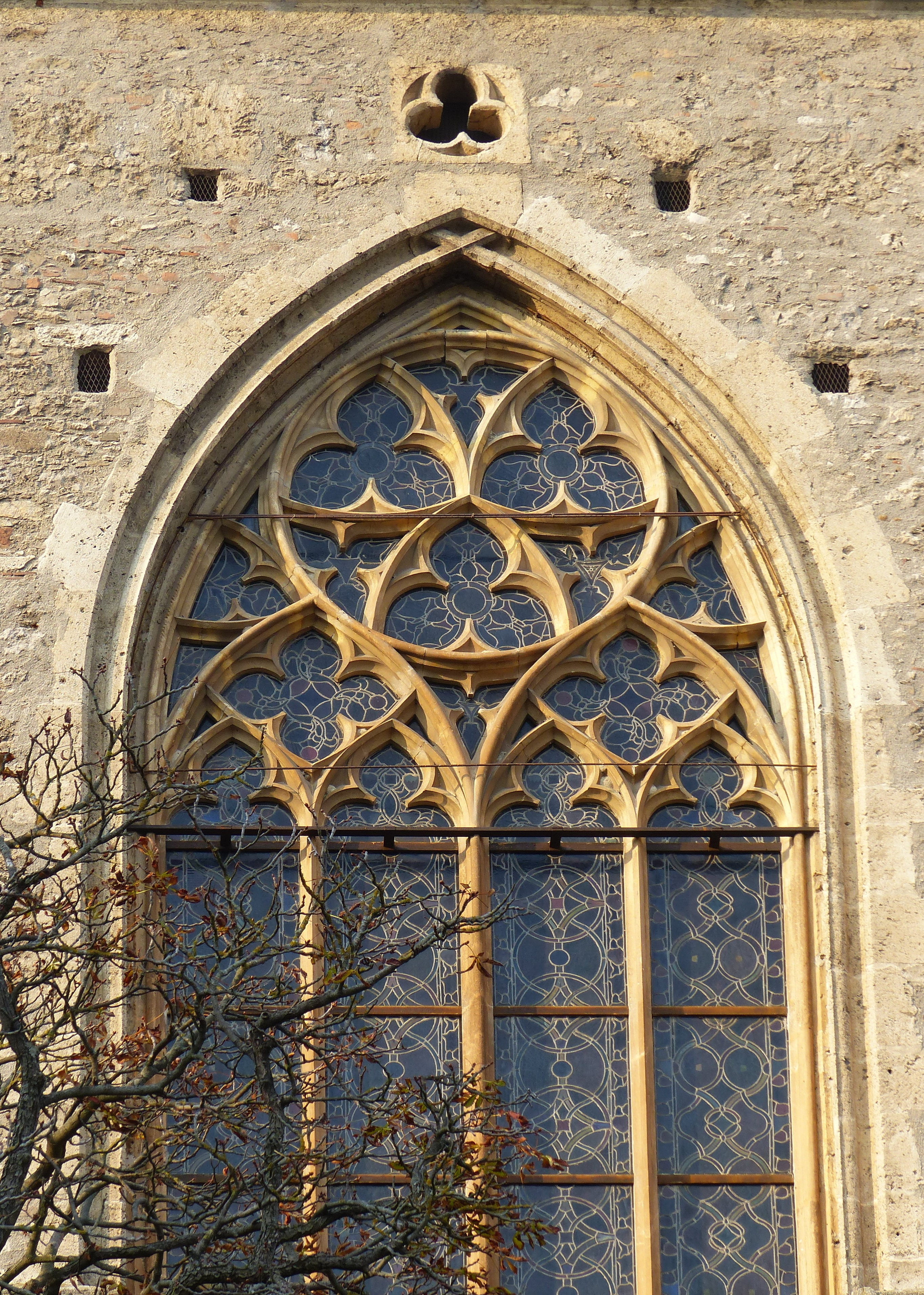
Готические окна
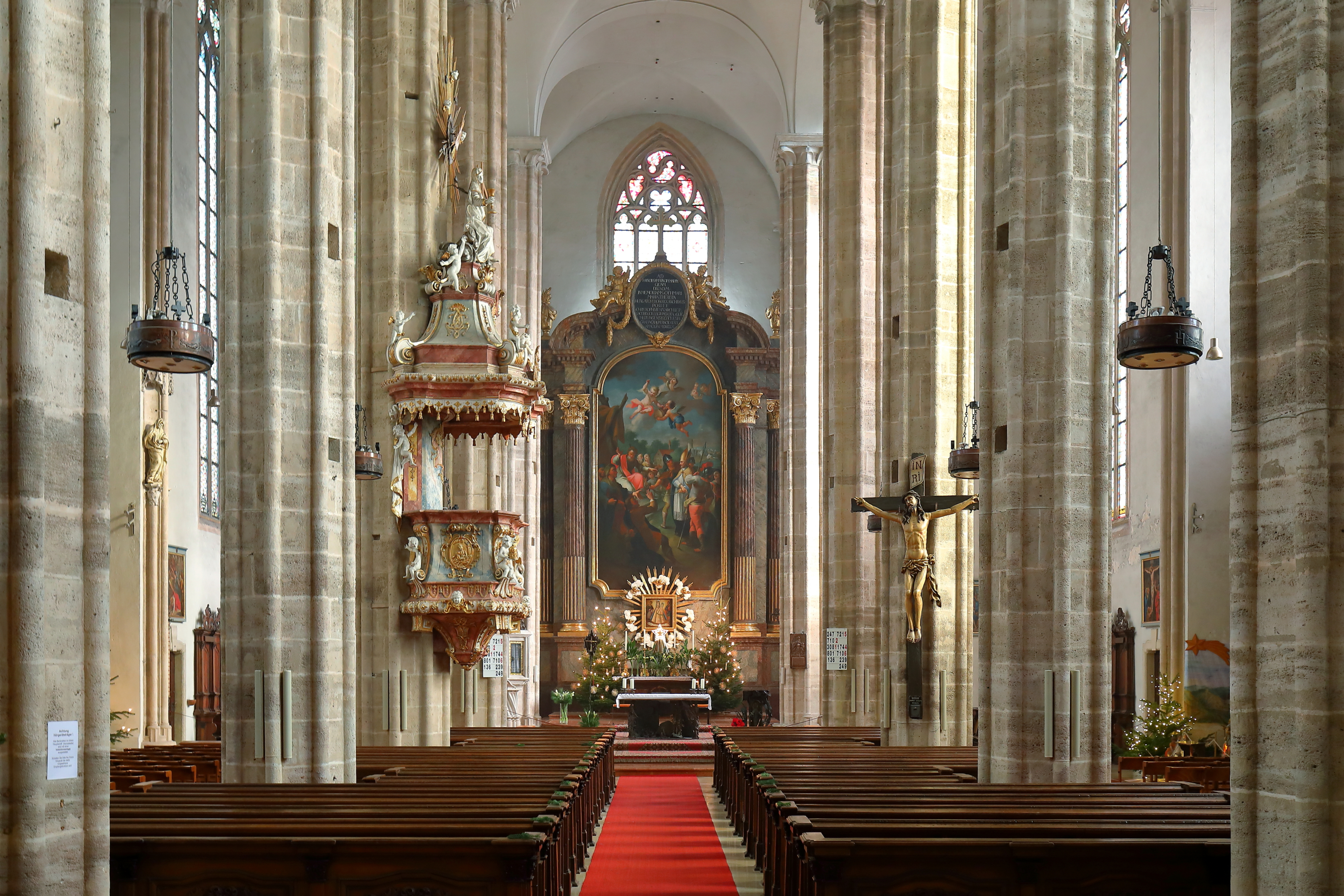
Внутри
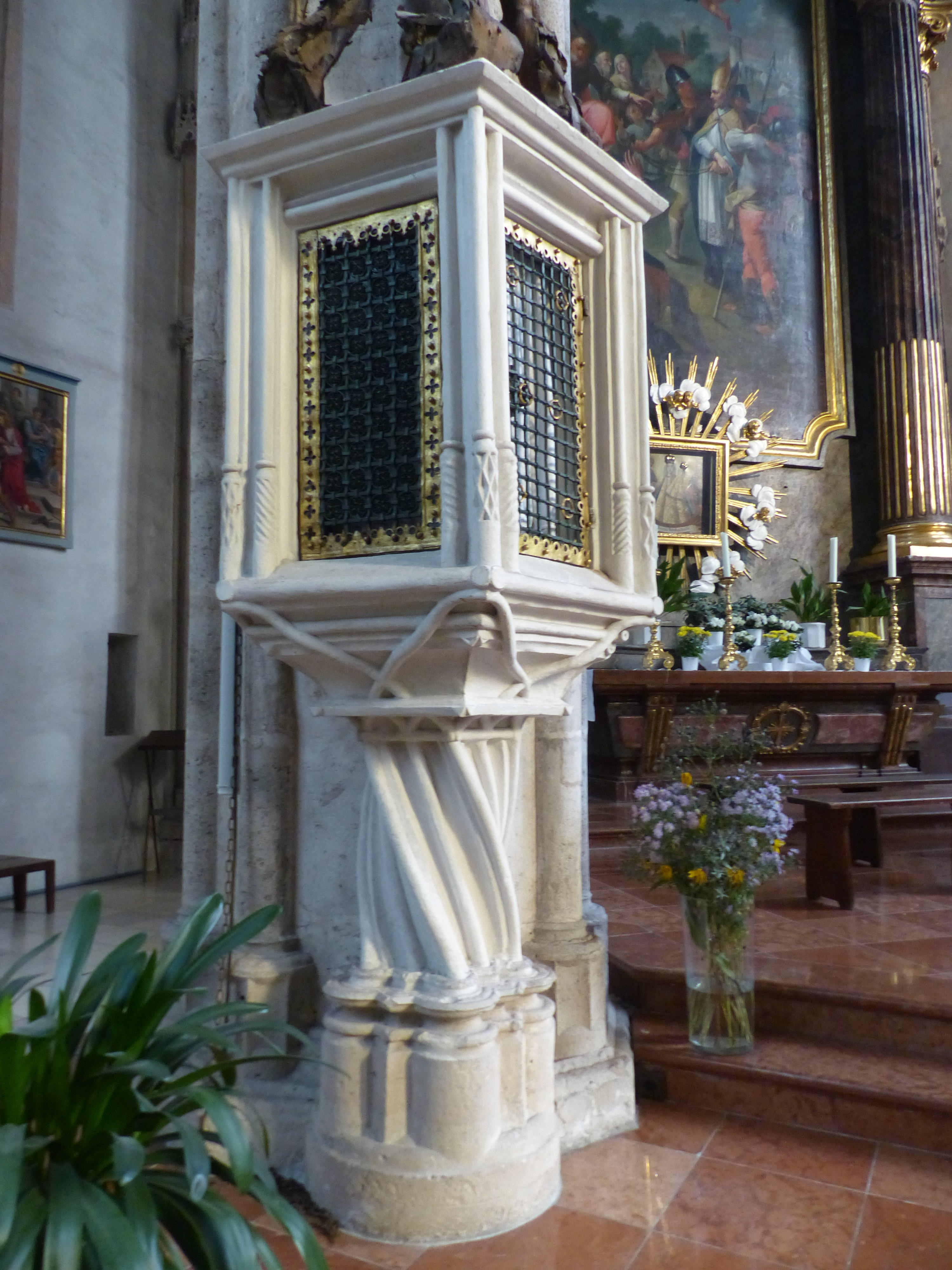
Дарохранительница
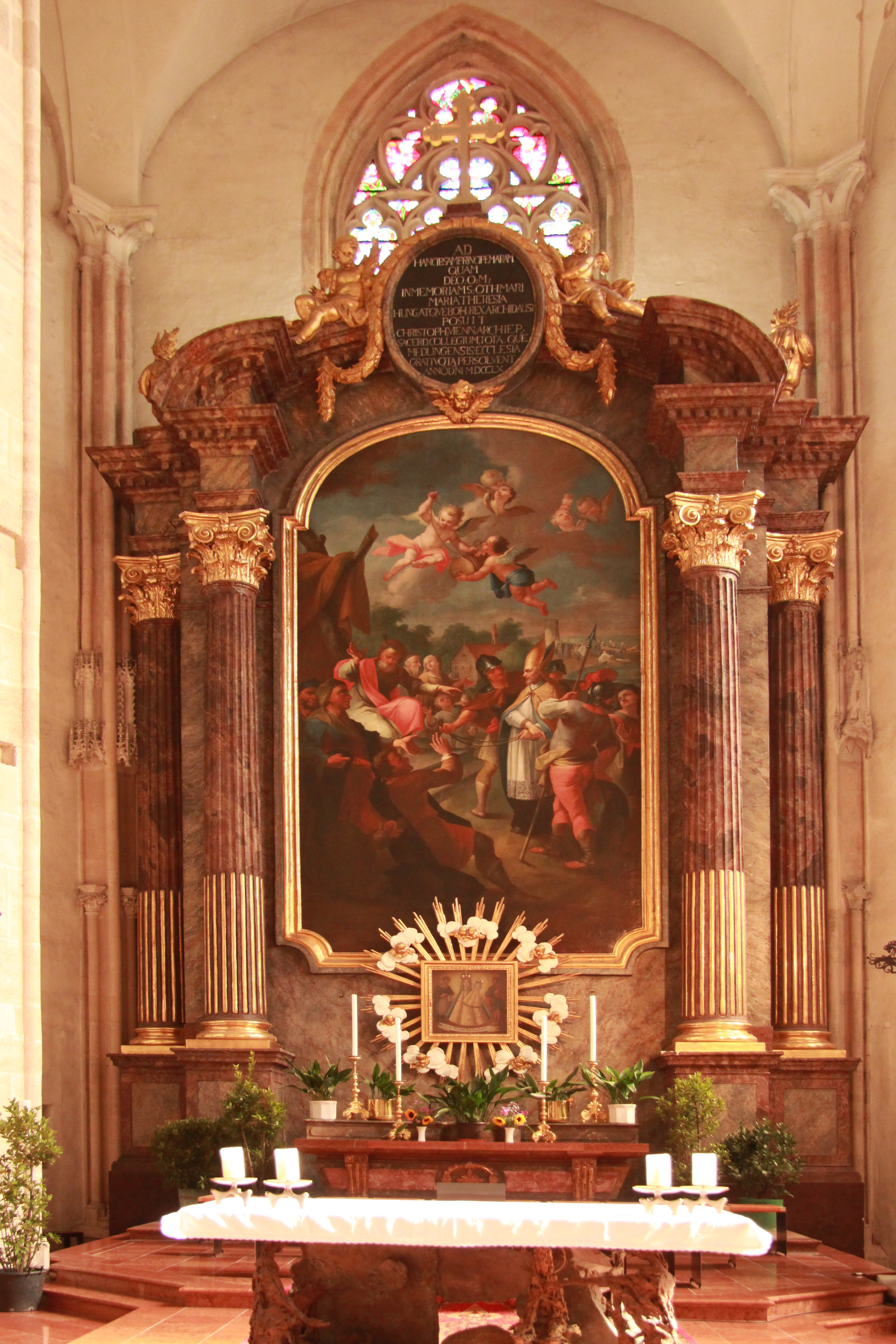
Один из алтарей